# Hermine Stindt
Hermine Stindt (Alemania, 3 de enero de 1888-19 de febrero de 1974) fue una nadadora alemana especializada en pruebas de estilo libre, donde consiguió ser campeona olímpica en 1912 en los 4 x 100 metros.

## Carrera deportiva
En los Juegos Olímpicos de Estocolmo 1912 ganó la medalla de plata en los relevos de 4 x 100 metros estilo libre, con un tiempo de 6:04.6 segundos, tras Reino Unido (oro con 5:52.6 segundos)y por delante de Austria (bronce).